# IC 2923
IC 2923 је елиптична галаксија у сазвјежђу Лав која се налази на листи објеката дубоког неба у Индекс каталогу.
Деклинација објекта је + 13° 9' 50" а ректасцензија 11h 32m 53,7s. Привидна величина (магнитуда) објекта IC 2923 износи 15,5 а фотографска магнитуда 16,5.